# Chionaema distincta
Chionaema distincta là một loài bướm đêm thuộc phân họ Arctiinae, họ Erebidae.